# 美鳍天竺鲷
美鳍天竺鲷（学名：Pristiapogon kallopterus）为天竺鲷科棘眼天竺鯛屬的鱼类，俗名棘头天竺鲷。分布于夏威夷、印度西太平洋、台湾岛等。该物种的模式产地在苏拉威西岛。